# World Series di monobob femminile 2022
Le World Series di monobob femminile 2022, ufficialmente denominate 2021/22 IBSF Women's Monobob World Series, sono la seconda edizione del massimo circuito mondiale del monobob, competizione organizzata dalla Federazione Internazionale di Bob e Skeleton riservata soltanto alle donne; è iniziata il 7 novembre 2021 a Whistler in Canada, e si concluderà il 15 gennaio 2022 a Sankt Moritz in Svizzera. Le competizioni riguardano unicamente la disciplina del monobob, per la quale viene utilizzata una slitta con a bordo una sola persona a cui sono pertanto demandate tutte e tre le fasi della gara: spinta in partenza, guida lungo il tracciato e frenata al termine della discesa.
Sono in programma ventiquattro gare distribuite il diciassette tappe, da disputarsi in nove differenti località e in concomitanza con i circuiti di Coppa del Mondo, Coppa Europa e Coppa Nordamericana lungo tutto l'arco della stagione 2021/2022. A partire da questa stagione verrà inoltre assegnato il trofeo della combinata femminile, per il quale verranno presi in considerazione i risultati del bob a due donne ottenuti negli appuntamenti di Coppa del Mondo e quelli conseguiti nelle corrispondenti gare delle World Series di monobob. Tale trofeo rimarrà comunque a sé stante in quanto assegnato a partire da due circuiti indipendenti tra loro e non farà quindi parte dell'albo d'oro di nessuna delle suddette competizioni.
La disciplina del monobob farà inoltre parte per la prima volta dei Giochi olimpici invernali di Pechino 2022; la gara si terrà il 14 febbraio 2022 a Yanqing in Cina e non sarà valida ai fini delle World Series. La tappa di Sankt Moritz assegnerà inoltre il titolo europeo 2022, mentre quella di Winterberg del 14 gennaio sarà valida anche per il campionato europeo juniores.

## Calendario
| Tappa       | Località     | Data                | Monobob donne | Circuito            |           |
| ----------- | ------------ | ------------------- | ------------- | ------------------- | --------- |
| 1           | Whistler     | 7–9 novembre 2021   | ●●●           | Coppa Nordamericana |           |
| 2           | Lillehammer  | 11–12 novembre 2021 | ●●            | Coppa Europa        |           |
| 3           | Innsbruck    | 20 novembre 2021    | ●             | Coppa del Mondo     |           |
| 4           | Park City    | 23–24 novembre 2021 | ●●            | Coppa Nordamericana |           |
| 5           | Altenberg    | 26 novembre 2020    | ●             | Coppa Europa        |           |
| 6           | Innsbruck    | 27 novembre 2021    | ●             | Coppa del Mondo     |           |
| 7           | Winterberg   | 3 dicembre 2021     | ●             | Coppa Europa        |           |
| 8           | Altenberg    | 4 dicembre 2021     | ●             | Coppa del Mondo     |           |
| 9           | Sigulda      | 11 dicembre 2021    | ●             | Coppa Europa        |           |
| 10          | Winterberg   | 11 dicembre 2021    | ●             | Coppa del Mondo     |           |
| 11          | Lake Placid  | 13–15 dicembre 2021 | ●●●           | Coppa Nordamericana |           |
| 12          | Altenberg    | 18 dicembre 2021    | ●             | Coppa del Mondo     |           |
| 13          | Sigulda      | 1º gennaio 2022     | ●             | Coppa del Mondo     |           |
| 14          | Innsbruck    | 6–7 gennaio 2022    | ●●            | Coppa Europa        |           |
| 15          | Winterberg   | 8 gennaio 2022      | ●             | Coppa del Mondo     |           |
| 16          | Winterberg   | 14 gennaio 2022     | ●             | Coppa Europa        |           |
| 17          | Sankt Moritz | 15 gennaio 2022     | ●             | Coppa del Mondo     |           |
| -           | Yanqing      | 14 febbraio 2022    | Olimpiadi     | Olimpiadi           | Olimpiadi |
| Totale gare | Totale gare  | Totale gare         | 24            |                     |           |

|  | Tappa valida anche per il campionato europeo          |
|  | Tappa valida anche per il campionato europeo juniores |

## Risultati
| Data             | Località     | Prima classificata              | Seconda classificata          | Terza classificata                  |
| ---------------- | ------------ | ------------------------------- | ----------------------------- | ----------------------------------- |
| 7 novembre 2021  | Whistler     | Alysia Rissling Canada          | Brittany Reinbolt Stati Uniti | Jazmine Fenlator-Victorian Giamaica |
| 8 novembre 2021  | Whistler     | Alysia Rissling Canada          | Brittany Reinbolt Stati Uniti | Bianca Ribi Canada                  |
| 9 novembre 2021  | Whistler     | Alysia Rissling Canada          | Bianca Ribi Canada            | Brittany Reinbolt Stati Uniti       |
| 11 novembre 2021 | Lillehammer  | Stephanie Schneider Germania    | Karlien Sleper Paesi Bassi    | Viktória Čerňanská Slovacchia       |
| 12 novembre 2021 | Lillehammer  | Stephanie Schneider Germania    | Karlien Sleper Paesi Bassi    | Lisa Buckwitz Germania              |
| 20 novembre 2021 | Innsbruck    | Elana Meyers-Taylor Stati Uniti | Kaillie Humphries Stati Uniti | Laura Nolte Germania                |
| 23 novembre 2021 | Park City    | Alysia Rissling Canada          | Brittany Reinbolt Stati Uniti | Nicole Vogt Stati Uniti             |
| 24 novembre 2021 | Park City    | Alysia Rissling Canada          | Brittany Reinbolt Stati Uniti | Bianca Ribi Canada                  |
| 26 novembre 2021 | Altenberg    | Lisa Buckwitz Germania          | Viktória Čerňanská Slovacchia | Alena Osipenko Russia               |
| 27 novembre 2021 | Innsbruck    | Elana Meyers-Taylor Stati Uniti | Laura Nolte Germania          | Breeana Walker Australia            |
| 3 dicembre 2021  | Winterberg   | Breeana Walker Australia        | Lisa Buckwitz Germania        | Margot Boch Francia                 |
| 4 dicembre 2021  | Altenberg    | Kaillie Humphries Stati Uniti   | Cynthia Appiah Canada         | Laura Nolte Germania                |
| 11 dicembre 2021 | Sigulda      | Kim Yoo-ran Corea del Sud       | Viktória Čerňanská Slovacchia | Georgeta Popescu Romania            |
| 11 dicembre 2021 | Winterberg   | Elana Meyers-Taylor Stati Uniti | Breeana Walker Australia      | Cynthia Appiah Canada               |
| 13 dicembre 2021 | Lake Placid  | Alysia Rissling Canada          | Ashleigh Werner Australia     | Bianca Ribi Canada                  |
| 14 dicembre 2021 | Lake Placid  | Alysia Rissling Canada          | Ashleigh Werner Australia     | Jazmine Fenlator-Victorian Giamaica |
| 15 dicembre 2021 | Lake Placid  | Alysia Rissling Canada          | Ashleigh Werner Australia     | Brittany Reinbolt Stati Uniti       |
| 18 dicembre 2021 | Altenberg    | Christine de Bruin Canada       | Cynthia Appiah Canada         | Kaillie Humphries Stati Uniti       |
| 1º gennaio 2022  | Sigulda      | Christine de Bruin Canada       | Breeana Walker Australia      | Nadežda Sergeeva Russia             |
| 6 gennaio 2022   | Innsbruck    | Stephanie Schneider Germania    | Ashleigh Werner Australia     | Margot Boch Francia                 |
| 7 gennaio 2022   | Innsbruck    | Margot Boch Francia             | Stephanie Schneider Germania  | Ashleigh Werner Australia           |
| 8 gennaio 2022   | Winterberg   | Elana Meyers-Taylor Stati Uniti | Breeana Walker Australia      | Laura Nolte Germania                |
| 14 gennaio 2022  | Winterberg   |                                 |                               |                                     |
| 15 gennaio 2022  | Sankt Moritz |                                 |                               |                                     |

## Sistema di punteggio
Ai fini della classifica generale da stilarsi al termine della stagione, verranno considerati i migliori 5 risultati ottenuti in tutte le tappe disputate da ciascuna atleta.
| Tappe concomitanti con il circuito di Coppa del Mondo | Tappe concomitanti con il circuito di Coppa del Mondo | Tappe concomitanti con il circuito di Coppa del Mondo | Tappe concomitanti con il circuito di Coppa del Mondo | Tappe concomitanti con il circuito di Coppa del Mondo | Tappe concomitanti con il circuito di Coppa del Mondo | Tappe concomitanti con il circuito di Coppa del Mondo | Tappe concomitanti con il circuito di Coppa del Mondo | Tappe concomitanti con il circuito di Coppa del Mondo | Tappe concomitanti con il circuito di Coppa del Mondo | Tappe concomitanti con il circuito di Coppa del Mondo | Tappe concomitanti con il circuito di Coppa del Mondo | Tappe concomitanti con il circuito di Coppa del Mondo | Tappe concomitanti con il circuito di Coppa del Mondo | Tappe concomitanti con il circuito di Coppa del Mondo | Tappe concomitanti con il circuito di Coppa del Mondo | Tappe concomitanti con il circuito di Coppa del Mondo | Tappe concomitanti con il circuito di Coppa del Mondo | Tappe concomitanti con il circuito di Coppa del Mondo | Tappe concomitanti con il circuito di Coppa del Mondo | Tappe concomitanti con il circuito di Coppa del Mondo | Tappe concomitanti con il circuito di Coppa del Mondo | Tappe concomitanti con il circuito di Coppa del Mondo | Tappe concomitanti con il circuito di Coppa del Mondo | Tappe concomitanti con il circuito di Coppa del Mondo | Tappe concomitanti con il circuito di Coppa del Mondo | Tappe concomitanti con il circuito di Coppa del Mondo | Tappe concomitanti con il circuito di Coppa del Mondo | Tappe concomitanti con il circuito di Coppa del Mondo | Tappe concomitanti con il circuito di Coppa del Mondo | Tappe concomitanti con il circuito di Coppa del Mondo |
| ----------------------------------------------------- | ----------------------------------------------------- | ----------------------------------------------------- | ----------------------------------------------------- | ----------------------------------------------------- | ----------------------------------------------------- | ----------------------------------------------------- | ----------------------------------------------------- | ----------------------------------------------------- | ----------------------------------------------------- | ----------------------------------------------------- | ----------------------------------------------------- | ----------------------------------------------------- | ----------------------------------------------------- | ----------------------------------------------------- | ----------------------------------------------------- | ----------------------------------------------------- | ----------------------------------------------------- | ----------------------------------------------------- | ----------------------------------------------------- | ----------------------------------------------------- | ----------------------------------------------------- | ----------------------------------------------------- | ----------------------------------------------------- | ----------------------------------------------------- | ----------------------------------------------------- | ----------------------------------------------------- | ----------------------------------------------------- | ----------------------------------------------------- | ----------------------------------------------------- | ----------------------------------------------------- |
| Piazzamento                                           | 1                                                     | 2                                                     | 3                                                     | 4                                                     | 5                                                     | 6                                                     | 7                                                     | 8                                                     | 9                                                     | 10                                                    | 11                                                    | 12                                                    | 13                                                    | 14                                                    | 15                                                    | 16                                                    | 17                                                    | 18                                                    | 19                                                    | 20                                                    | 21                                                    | 22                                                    | 23                                                    | 24                                                    | 25                                                    | 26                                                    | 27                                                    | 28                                                    | 29                                                    | 30                                                    |
| Punti                                                 | 225                                                   | 210                                                   | 200                                                   | 192                                                   | 184                                                   | 176                                                   | 168                                                   | 160                                                   | 152                                                   | 144                                                   | 136                                                   | 128                                                   | 120                                                   | 112                                                   | 104                                                   | 96                                                    | 88                                                    | 80                                                    | 74                                                    | 68                                                    | 62                                                    | 56                                                    | 50                                                    | 45                                                    | 40                                                    | 36                                                    | 32                                                    | 28                                                    | 24                                                    | 20                                                    |

| Tappe concomitanti con i circuiti di Coppa Europa e/o Coppa Nordamericana | Tappe concomitanti con i circuiti di Coppa Europa e/o Coppa Nordamericana | Tappe concomitanti con i circuiti di Coppa Europa e/o Coppa Nordamericana | Tappe concomitanti con i circuiti di Coppa Europa e/o Coppa Nordamericana | Tappe concomitanti con i circuiti di Coppa Europa e/o Coppa Nordamericana | Tappe concomitanti con i circuiti di Coppa Europa e/o Coppa Nordamericana | Tappe concomitanti con i circuiti di Coppa Europa e/o Coppa Nordamericana | Tappe concomitanti con i circuiti di Coppa Europa e/o Coppa Nordamericana | Tappe concomitanti con i circuiti di Coppa Europa e/o Coppa Nordamericana | Tappe concomitanti con i circuiti di Coppa Europa e/o Coppa Nordamericana | Tappe concomitanti con i circuiti di Coppa Europa e/o Coppa Nordamericana | Tappe concomitanti con i circuiti di Coppa Europa e/o Coppa Nordamericana | Tappe concomitanti con i circuiti di Coppa Europa e/o Coppa Nordamericana | Tappe concomitanti con i circuiti di Coppa Europa e/o Coppa Nordamericana | Tappe concomitanti con i circuiti di Coppa Europa e/o Coppa Nordamericana | Tappe concomitanti con i circuiti di Coppa Europa e/o Coppa Nordamericana | Tappe concomitanti con i circuiti di Coppa Europa e/o Coppa Nordamericana | Tappe concomitanti con i circuiti di Coppa Europa e/o Coppa Nordamericana | Tappe concomitanti con i circuiti di Coppa Europa e/o Coppa Nordamericana | Tappe concomitanti con i circuiti di Coppa Europa e/o Coppa Nordamericana | Tappe concomitanti con i circuiti di Coppa Europa e/o Coppa Nordamericana | Tappe concomitanti con i circuiti di Coppa Europa e/o Coppa Nordamericana | Tappe concomitanti con i circuiti di Coppa Europa e/o Coppa Nordamericana | Tappe concomitanti con i circuiti di Coppa Europa e/o Coppa Nordamericana | Tappe concomitanti con i circuiti di Coppa Europa e/o Coppa Nordamericana | Tappe concomitanti con i circuiti di Coppa Europa e/o Coppa Nordamericana | Tappe concomitanti con i circuiti di Coppa Europa e/o Coppa Nordamericana | Tappe concomitanti con i circuiti di Coppa Europa e/o Coppa Nordamericana | Tappe concomitanti con i circuiti di Coppa Europa e/o Coppa Nordamericana | Tappe concomitanti con i circuiti di Coppa Europa e/o Coppa Nordamericana | Tappe concomitanti con i circuiti di Coppa Europa e/o Coppa Nordamericana |
| ------------------------------------------------------------------------- | ------------------------------------------------------------------------- | ------------------------------------------------------------------------- | ------------------------------------------------------------------------- | ------------------------------------------------------------------------- | ------------------------------------------------------------------------- | ------------------------------------------------------------------------- | ------------------------------------------------------------------------- | ------------------------------------------------------------------------- | ------------------------------------------------------------------------- | ------------------------------------------------------------------------- | ------------------------------------------------------------------------- | ------------------------------------------------------------------------- | ------------------------------------------------------------------------- | ------------------------------------------------------------------------- | ------------------------------------------------------------------------- | ------------------------------------------------------------------------- | ------------------------------------------------------------------------- | ------------------------------------------------------------------------- | ------------------------------------------------------------------------- | ------------------------------------------------------------------------- | ------------------------------------------------------------------------- | ------------------------------------------------------------------------- | ------------------------------------------------------------------------- | ------------------------------------------------------------------------- | ------------------------------------------------------------------------- | ------------------------------------------------------------------------- | ------------------------------------------------------------------------- | ------------------------------------------------------------------------- | ------------------------------------------------------------------------- | ------------------------------------------------------------------------- |
| Piazzamento                                                               | 1                                                                         | 2                                                                         | 3                                                                         | 4                                                                         | 5                                                                         | 6                                                                         | 7                                                                         | 8                                                                         | 9                                                                         | 10                                                                        | 11                                                                        | 12                                                                        | 13                                                                        | 14                                                                        | 15                                                                        | 16                                                                        | 17                                                                        | 18                                                                        | 19                                                                        | 20                                                                        | 21                                                                        | 22                                                                        | 23                                                                        | 24                                                                        | 25                                                                        | 26                                                                        | 27                                                                        | 28                                                                        | 29                                                                        | 30                                                                        |
| Punti                                                                     | 120                                                                       | 110                                                                       | 102                                                                       | 96                                                                        | 92                                                                        | 88                                                                        | 84                                                                        | 80                                                                        | 76                                                                        | 72                                                                        | 68                                                                        | 68                                                                        | 68                                                                        | 68                                                                        | 68                                                                        | 68                                                                        | 68                                                                        | 68                                                                        | 68                                                                        | 68                                                                        | 68                                                                        | 68                                                                        | 68                                                                        | 68                                                                        | 68                                                                        | 68                                                                        | 68                                                                        | 68                                                                        | 68                                                                        | 68                                                                        |

## Classifiche

### World Series di monobob
| Pos. | Nome pilota         | Nazione     | WHI | WHI | WHI | LIL | LIL | INN-1 | PKC | PKC | ALT-1 | INN-2 | WIN-1 | ALT-2 | SIG-1 | WIN-2 | LAK | LAK | LAK | ALT-3 | SIG-2 | INN-3 | INN-3 | WIN-3 | WIN-4 | STM | Punti |
| ---- | ------------------- | ----------- | --- | --- | --- | --- | --- | ----- | --- | --- | ----- | ----- | ----- | ----- | ----- | ----- | --- | --- | --- | ----- | ----- | ----- | ----- | ----- | ----- | --- | ----- |
| 1    | Elana Meyers-Taylor | Stati Uniti | -   | -   | -   | -   | -   | 1     | -   | -   | -     | 1     | -     | 6     | -     | 1     | -   | -   | -   | (12)  | -     | -     | -     | 1     |       |     | 1076  |
| 2    | Breeana Walker      | Australia   | -   | -   | -   | -   | -   | (6)   | -   | -   | -     | 3     | 1     | -     | -     | 2     | -   | -   | -   | -     | 2     | -     | -     | 2     |       |     | 1006  |
| 3    | Kaillie Humphries   | Stati Uniti | -   | -   | -   | -   | -   | 2     | -   | -   | -     | 6     | -     | 1     | -     | (13)  | -   | -   | -   | 3     | -     | -     | -     | 4     |       |     | 1003  |
| 4    | Christine de Bruin  | Canada      | -   | -   | -   | -   | -   | 7     | -   | -   | -     | 4     | -     | 4     | -     | (9)   | -   | -   | -   | 1     | 1     | -     | -     | (8)   |       |     | 1002  |
| 5    | Laura Nolte         | Germania    | -   | -   | -   | -   | -   | 3     | -   | -   | -     | 2     | -     | 3     | -     | (4)   | -   | -   | -   | 4     | -     | -     | -     | 3     |       |     | 1002  |
| 6    | Cynthia Appiah      | Canada      | -   | -   | -   | -   | -   | 4     | -   | -   | -     | 5     | -     | 2     | -     | 3     | -   | -   | -   | 2     | -     | -     | -     | -     |       |     | 996   |
| 7    | Nadežda Sergeeva    | Russia      | -   | -   | -   | -   | -   | (9)   | -   | -   | -     | 7     | -     | 5     | -     | 5     | -   | -   | -   | (10)  | 3     | -     | -     | 7     |       |     | 904   |
| 8    | Melissa Lotholz     | Canada      | -   | -   | -   | -   | -   | 5     | -   | -   | -     | 11    | -     | (18)  | -     | 6     | -   | -   | -   | 9     | -     | -     | -     | 6     |       |     | 824   |
| 9    | Ying Qing           | Cina        | -   | -   | -   | -   | -   | (24)  | -   | -   | -     | 17    | -     | 11    | -     | 12    | -   | -   | -   | 6     | 5     | -     | -     | 12    |       |     | 752   |
| 10   | Mariama Jamanka     | Germania    | -   | -   | -   | -   | -   | 11    | -   | -   | -     | (16)  | -     | 13    | -     | 7     | -   | -   | -   | 7     | -     | -     | -     | 9     |       |     | 728   |

Nota: Tra parentesi i risultati scartati.

### Combinata femminile
Per il trofeo della combinata femminile verranno presi in considerazione i risultati ottenuti nel bob a due donne negli appuntamenti di Coppa del Mondo e quelli conseguiti nelle corrispondenti gare delle World Series di monobob.
| Pos. | Nome pilota         | Nazione     | Punti |
| ---- | ------------------- | ----------- | ----- |
| 1    | Elana Meyers-Taylor | Stati Uniti | 2397  |
| 2    | Laura Nolte         | Germania    | 2288  |
| 3    | Christine de Bruin  | Canada      | 2274  |
| 4    | Kaillie Humphries   | Stati Uniti | 2148  |
| 5    | Kim Kalicki         | Germania    | 1975  |
| 6    | Nadežda Sergeeva    | Russia      | 1944  |
| 7    | Mariama Jamanka     | Germania    | 1844  |
| 8    | Cynthia Appiah      | Canada      | 1746  |
| 9    | Breeana Walker      | Australia   | 1664  |
| 10   | Ying Qing           | Cina        | 1632  |